# Stiftung Die Gute Hand

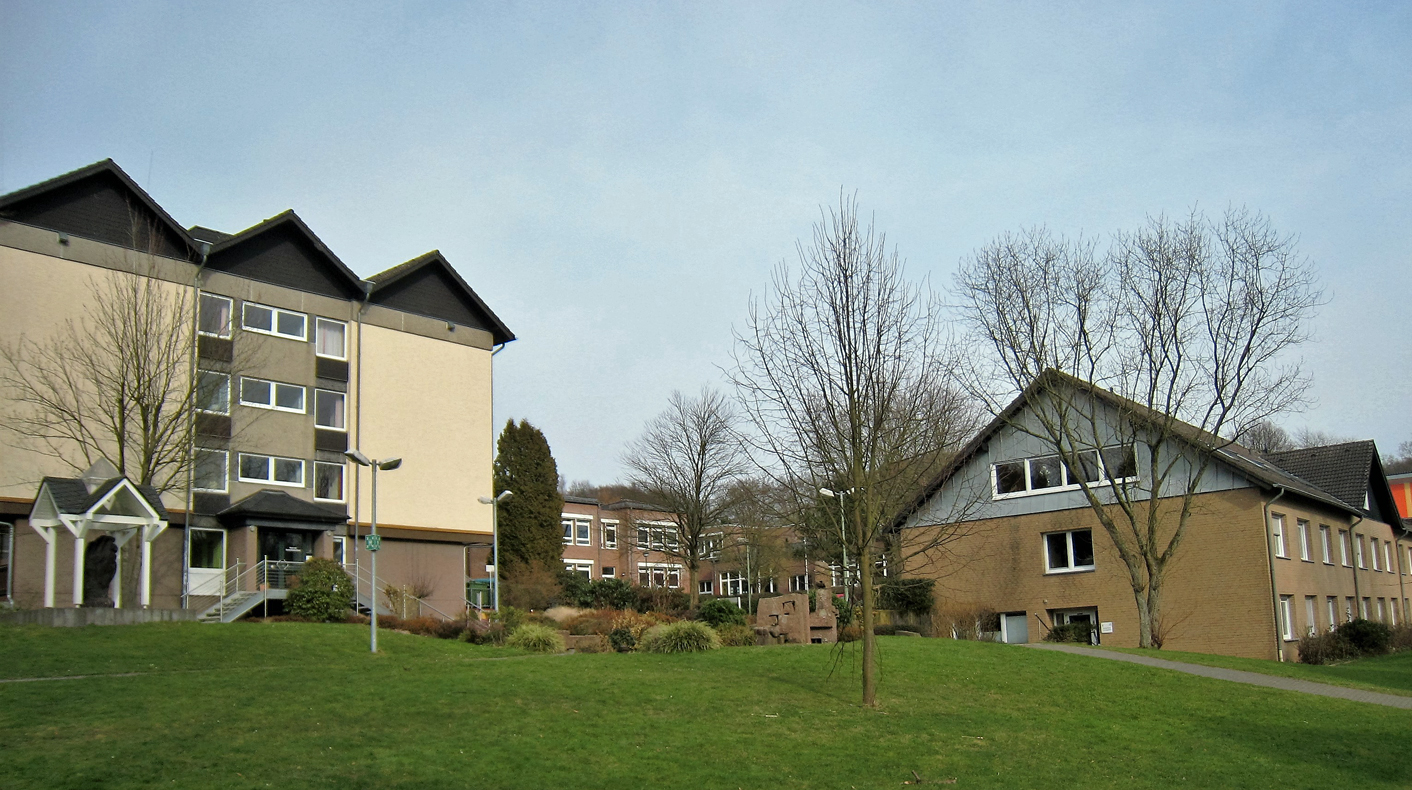
Gebäude im Eingangsbereich der Stiftung Die Gute Hand

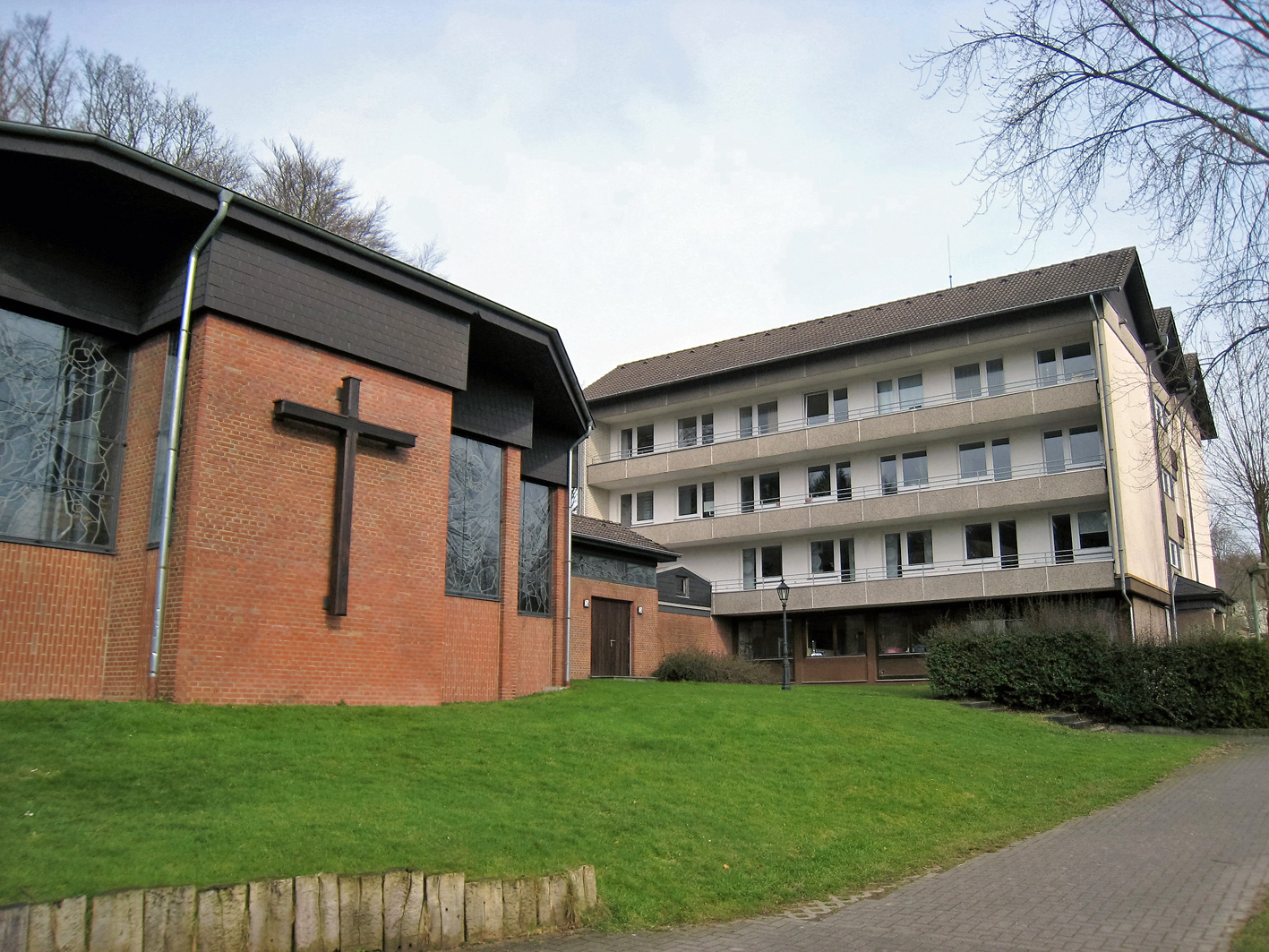
Kapelle und Wohngebäude

Die Stiftung Die Gute Hand ist eine  kirchliche Stiftung.  Der Hauptsitz befindet sich in Biesfeld in der Gemeinde Kürten im Rheinisch-Bergischen Kreis. In den Einrichtungen und Diensten der Stiftung werden durchschnittlich um 650 Mitarbeiter beschäftigt.
Die Stiftung Die Gute Hand ist Träger von sieben Einrichtungen und Diensten der Kinder-, Jugend- und Eingliederungshilfe. Ihr Zweck ist die Betreuung, Bildung und Behandlung für Kinder, Jugendliche und Erwachsene, die betroffen sind von emotionalen und sozialen Störungen, Aufmerksamkeitsdefizit-/Hyperaktivitätsstörung (ADS, ADHS), Autismus-Störungen, Essstörungen, Sprachbeeinträchtigungen, Bindungsstörungen und Posttraumatische Belastungsstörungen. Dies geht einher mit Familien- und Angehörigenarbeit.

## Geschichte
Gründer der Stiftung Die Gute Hand war Jakob Holl, der als katholischer Priester seit dem Jahr 1955 Direktor der Fernsehstelle für die Bistümer in Nordrhein-Westfalen war. Mit seiner Kamera machte er auf seinen Reisen Bilder und drehte Filme, die ihm zusätzliche Einnahmen brachten. Dieses Geld nahm er in die Hand und ließ sich für die Stiftung Die Gute Hand vom Innenministerium des Landes Nordrhein-Westfalen am 26. Oktober 1961 eine Stiftung genehmigen. Sodann erwarb er in Biesfeld ein 33.000 m² großes Stück Land und begann mit den weiteren Planungen und Arbeiten. Die Eröffnung am 1. Oktober 1968 erlebte er aber nicht mehr, denn er starb am 9. Juli 1966. Sein ganzes Erbe ging an die Stiftung Die Gute Hand.
Auf einer Reise nach Afrika konnte Holl die Missionsdominikanerinnen vom hl. Herzen Jesu dafür gewinnen, junge Schwestern aus Bayern nach Biesfeld zu entsenden, wenn dort mit der Betreuung der Kinder und Jugendlichen begonnen würde. Zu Pfingsten 1968 zogen sie in das zu dieser Zeit noch unfertige Gebäude der Stiftung ein. Den Stiftungsvorsitz hatte seit dem Tod Holls fast 40 Jahre lang der ehemalige NRW-Staatsminister Konrad Grundmann. Er beauftragte im Jahr 1969 den Prälaten Dieter Freudenberg als Direktor (Geschäftsführer) mit der Gesamtleitung der Einrichtung, der diese Aufgabe bis 1979 behielt. Sein Nachfolger wurde Heinrich Hölzl. Nachfolger als Vorsitzender der Stiftung von Grundmann wurde 2000 der Kölner Prälat Karl Heinz Vogt.

## Organisationsstruktur der Leitung

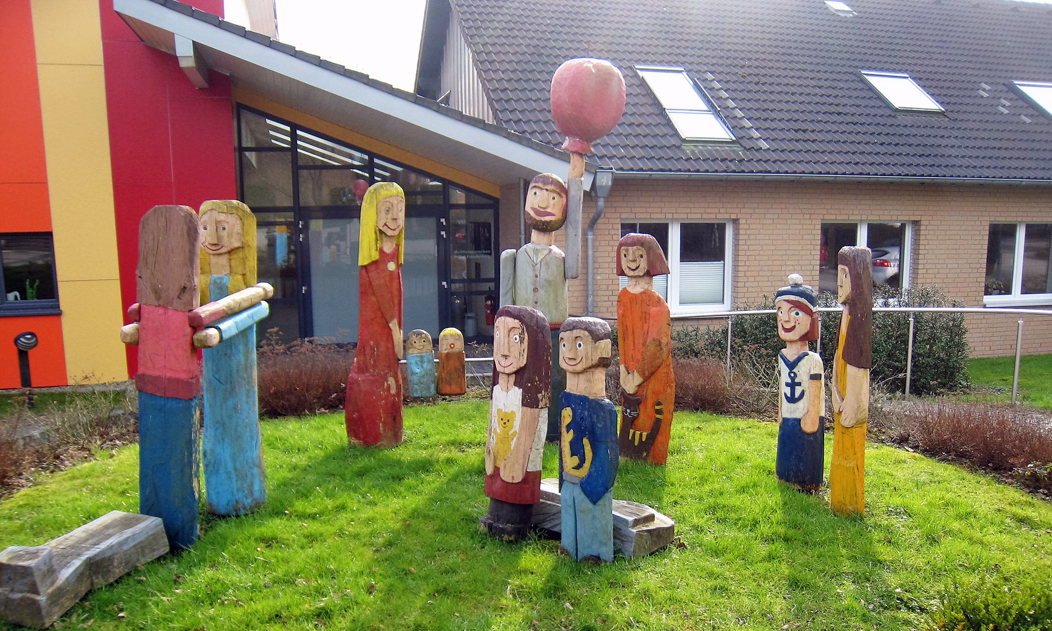
Holzfiguren im Eingangsbereich der Anlage

Seit dem 1. Juli 2011 gibt es eine neue Organisationsstruktur für die Leitung der Stiftung. An höchster Stelle steht ein Kuratorium als Aufsichtsorgan aus sieben ehrenamtlichen Mitgliedern, dem der Vorstand aus zwei hauptamtlichen Kräften unterstellt ist. Der Vorstandsvorsitzende ist auch gleichzeitig Sprecher für den Vorstand und Pädagogischer Leiter. Ein weiteres Vorstandsmitglied ist zuständig für die Kaufmännische Leitung.

## Einrichtungen und Dienste
- Das Heilpädagogische Kinderdorf Biesfeld wurde 1968 eröffnet. Es ist die Stammeinrichtung der Stiftung Die Gute Hand. In Familienwohngruppen, Außenwohngruppen, heilpädagogischen Wohngruppen und therapeutischen Intensivgruppen werden hier Kinder und Jugendliche vom Kleinkindalter bis ca. 21 Jahre betreut.[4]
- Im Haus Hermann-Josef Köln in der Kölner Innenstadt sind Intensiv-Jugendwohngruppen untergebracht. Jugendliche zwischen 14 und 18 Jahren werden hier rund um die Uhr betreut und ihrem Alter und Entwicklungsstand gemäß auf die spätere Selbständigkeit vorbereitet. Themenschwerpunkte sind miteinander leben – heilpädagogisch fördern – intensiv schulisch begleiten – soziale Kompetenzen aufbauen.[5]
- Im Wohnverbund Haus Agathaberg in dem Wipperfürther Kirchdorf Agathaberg werden junge Erwachsene mit Autismus-Spektrum-Störungen bedarfsgerecht ambulant oder stationär betreut.[6]
- Das Haus Nazareth Leverkusen in Schlebusch richtet sich an Kinder und Jugendliche im Alter von 6 bis 21 Jahren. Ziel ist, für jedes Kind und jeden Jugendlichen die erforderlichen Voraussetzungen zu schaffen, damit sie später in ihre Familien zurückzukehren oder als junge Erwachsene ihr Leben eigenständig gestalten können.[7]
- Die Förderschule Die Gute Hand hat drei Standorte in Biesfeld, Leverkusen und Köln. Die Förderschule mit dem Förderschwerpunkt Emotionale und soziale Entwicklung ist eine staatlich anerkannte Ersatzschule.[8]
- Die Ambulanten Dienste mit Sitz in Bergisch Gladbach beraten und betreuen Familien in ihrem direkten Lebensumfeld.[9]
- Die Flex-Fernschule NRW bereitet junge Menschen, die aus verschiedenen Gründen nicht in einer Schule lernen, per Fernunterricht auf den Haupt- oder Realschulabschluss vor.[10]

### Sonstiges
- In der Beratungsstelle Familienzentrum Die Gute Hand in Biesfeld  werden Eltern und Kinder aus dem Rheinisch-Bergischen Kreis beraten.[11]
- Auf dem Meierhof in Kürten findet Therapeutisches Reiten statt. Der Umgang mit Pferden hilft durch Voltigieren und Reiten sowie Hippotherapie und Sport bei der Heilung von Menschen mit Behinderung.[12]